# Phi Draconis
Phi Draconis (Batentaban Australis, Batn al Thuban, Zhùshǐ (柱史), 43 Draconis) é uma estrela na direção da constelação de Draco. Possui uma ascensão reta de 18h 20m 45.44s e uma declinação de +71° 20′ 15.8″. Sua magnitude aparente é igual a 4.22. Considerando sua distância de 289 anos-luz em relação à Terra, sua magnitude absoluta é igual a −0.52. Pertence à classe espectral A0p (Si). É uma estrela variável α² Canum Venaticorum.